# Rudolf Bühler (Agraringenieur)

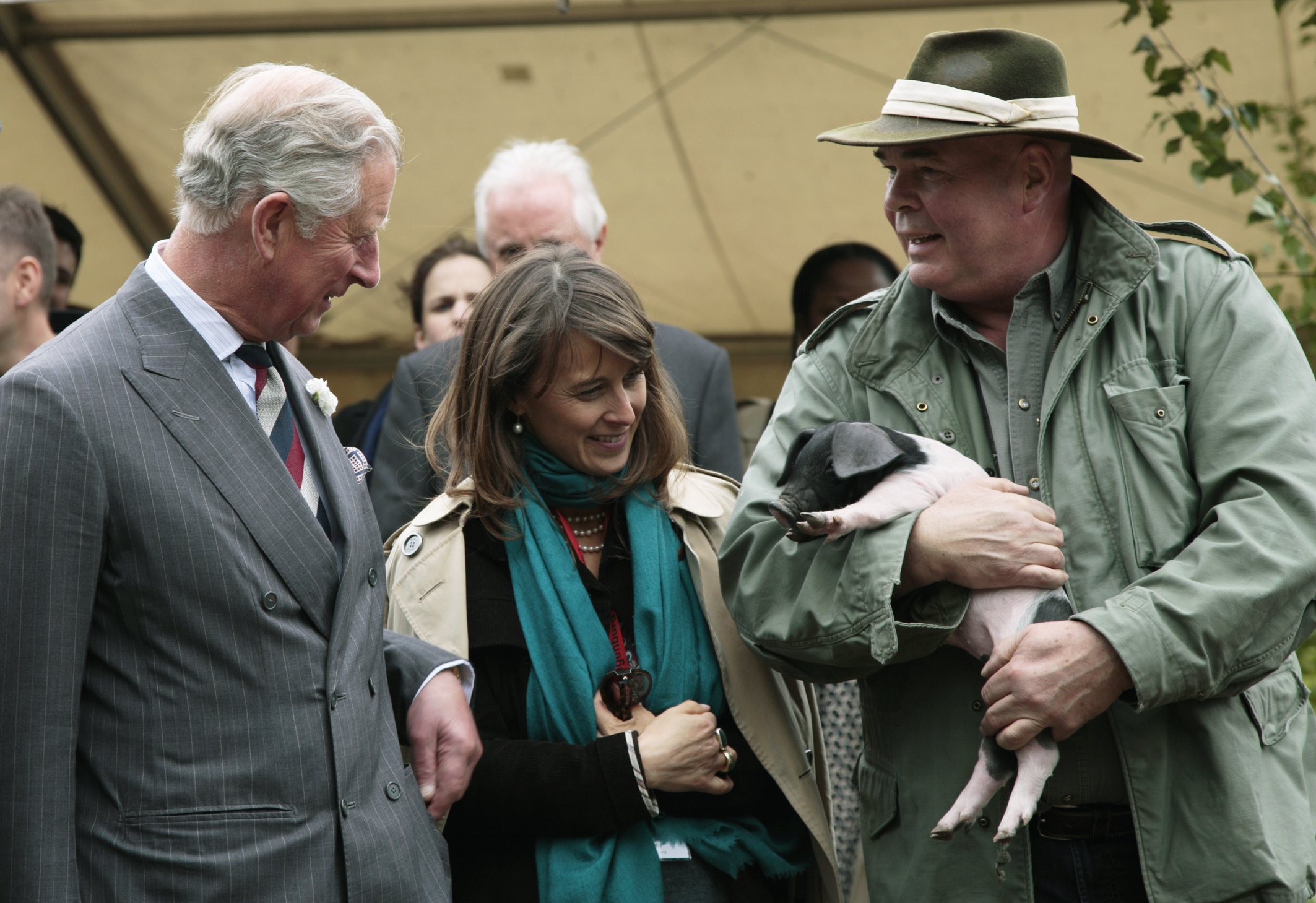
Prinz Charles bei einem Besuch in Hohenlohe: in der Mitte Xenia Prinzessin zu Hohenlohe-Langenburg, rechts Rudolf Bühler mit einem Schwäbisch-Hällischen Ferkel im Arm (2013)

Rudolf Bühler (* 29. Juli 1952 in Schwäbisch Hall) ist ein deutscher Öko-Landwirt, Lobbyist und Unternehmer. 

## Ausbildung
Nach der Ausbildung zum Landwirt und dem Erwerb eines Diploms als Agraringenieur an der Fachhochschule Nürtingen studierte Rudolf Bühler Tropische Landwirtschaft an der Universität Hohenheim und Agrarsoziologie an der University of Reading im Vereinigten Königreich.

## Aktivitäten

### Rettung des Schwäbisch-Hällischen Landschweins
1984 sicherte Bühler die alte, als ausgestorben geltende Landrasse Schwäbisch-Hällisches Landschwein. Aus sieben Sauen und einem Eber eröffnete er gemeinsam mit anderen Bauern ein neues Zuchtbuch und gründete 1986 die Züchtervereinigung Schwäbisch-Hällisches Landschwein. Er gilt deshalb auch als der Retter der alten Landrasse. Die Revitalisierung des Schwäbisch-Hällischen Landschweins wurde als Projekt der Expo 2000 anerkannt.

### Bäuerliche Erzeugergemeinschaft Schwäbisch Hall
Zur Vermarktung des Fleisches – unter anderem des Schwäbisch-Hällischen Landschweins – rief Bühler 1988 mit sieben Bauern aus der Region die „Bäuerliche Erzeugergemeinschaft Schwäbisch Hall“ (BESH) ins Leben. Er überzeugte Einzelhändler, Gastronomen und Metzgereien aus der Region vom Fleisch der Erzeugergemeinschaft. Später baute die BESH eigene Regional- und Bauernmärkte in Wolpertshausen, Schwäbisch Hall und Stuttgart auf. 
Als der städtische Schlachthof in Schwäbisch Hall mangels Wirtschaftlichkeit geschlossen werden sollte, kaufte die BESH den Betrieb auf und sanierte ihn. Die verknüpften Organisationen für Erzeugung, Verarbeitung und Handel sollten Erzeugerpreise über dem Durchschnitt garantieren. 2015 eröffnete die BESH neben dem Erzeugerschlachthof eine Wurstmanufaktur, um die Verwertung der Schlachttiere zu vertiefen. Die Zahl der Mitglieder stieg auf rund 1500, der Umsatz im Jahr 2017 betrug 120 Millionen Euro. Bühler ist Aufsichtsratsvorsitzender der Aktiengesellschaft, sein Sohn Christian und seine Schwiegertochter Nadine Bühler sitzen im Vorstand.
Die BESH gehört zum Trägerkreis der Bewegung „Wir haben es satt!“.

### Schlachthof Fulda
Nachdem sich tegut im Herbst 2018 nach dem Verkauf an Migros aus dem Besitz und auch als Handelspartner beim Schlachthof Fulda zurückgezogen hatte, kaufte Bühler den Schlachthof und wandelte die Betreibergesellschaft in eine Kleine Aktiengesellschaft um, deren Aufsichtsratsvorsitzender er ist. Der Weiterbetrieb konnte 2019 gesichert werden, auch weil fast 500 Aktien zum Nennwert von je 500 Euro größtenteils an die anliefernden Bauern verkauft werden konnten. 2022 folgte auf Bühler als Aufsichtsratsvorsitzender sein Sohn Sebastian, der im nahen Frankenheim/Rhön als Geschäftsführer der Wurst- und Schinkenmanufaktur der BESH tätig ist. Das Unternehmen schreibt seit 2022 wieder schwarze Zahlen. In der Zwischenzeit sind auch Schafschlachtungen wieder am Erzeugerschlachthof möglich – nach zehn Jahren Pause. In der Röhn als Grünlandregion spielt das Schaf eine wichtige Rolle.

### Agrarpolitische Aktivitäten
2008 initiierte Bühler das Festival „Rock for Nature“ auf dem Air Field Hohenlohe. Das „Öko-Open-Air“ warb für eine Welt ohne Gentechnik. Es traten Künstler wie Joe Cocker, Nena, Ich + Ich, Wir sind Helden und die Scorpions auf.
Im Oktober 2016 demonstrierte Rudolf Bühler gemeinsam mit Vertretern der Arbeitsgemeinschaft bäuerliche Landwirtschaft (AbL), Aktion Agrar und 40 Schwäbisch-Hällischen Landschweinen vor der Konzernzentrale der Bayer AG in Leverkusen. Die Proteste richteten sich gegen die Fusion des Chemiekonzerns mit dem US-amerikanischen Konzern Monsanto. 2022 kam der Film Und es geht doch... Agrarwende JETZT des Filmemachers Bertram Verhaag, der Bühlers Aktivitäten begleitet hatte, in die Kinos. 2023 wurde die Dokumentation außer Konkurrenz beim SWR-Doku-Festival gezeigt. Der Beitrag wurde im selben Jahr mit dem zweiten NaturVision-Filmpreis Baden-Württemberg ausgezeichnet. Die Auszeichnung von NaturVision gemeinsam mit den drei baden-württembergischen Ministerien für Ernährung, Ländlichen Raum und Verbraucherschutz, Umwelt, Klima und Energiewirtschaft und Verkehr würdigt das Filmschaffen rund um das Thema Biodiversität in den Natur- und Kulturlandschaften des Bundeslandes.

### Ökologischer Anbauverband Ecoland
Im Jahr 1997 gründete Bühler mit vier Hohenloher Bio-Bauern den ökologischen Anbauverband Ecoland, dessen Präsident er seit 2000 ist. Er baute ein Beraterteam auf, das landwirtschaftlichen Betrieben hilft, auf Biolandbau umzustellen. Ecoland ist Mitglied im Dachverband Bund Ökologische Lebensmittelwirtschaft (BÖLW) und im internationalen Dachverband der ökologischen Anbauverbände Internationale Vereinigung der ökologischen Landbaubewegungen (IFOAM).

### Seeds of Hope
Von 2002 an initiierte Bühler landwirtschaftliche Entwicklungshilfeprojekte für Bio-Gewürzbauern im Süden der Welt. Ecoland Herbs & Spices ist der Träger für ökologische Projekte unter dem Namen „Seeds of Hope“. Projekte existieren im indischen Bundesstaat Kerala, in Serbien und auf der Gewürzinsel Sansibar.

### Stiftung Haus der Bauern
Im Jahr 2012 gründete Bühler die gemeinnützige Stiftung „Haus der Bauern“, die sich laut Eigenaussage für Freiheit, Selbstbestimmtheit und soziale Gerechtigkeit der Bauern engagiert. 2015 kaufte die Stiftung das Schloss Kirchberg an der Jagst und gründete darin die Akademie Schloss Kirchberg/Jagst. Alljährlich veranstaltet die Akademie hier den Kongress „World Organic Forum“ sowie „Öko-Marketingtage“.
Im Jahr 2017 initiierte die Stiftung den „Global Peasants Rights Congress“ in Schwäbisch Hall. Auf dem internationalen Bauernkongress kamen mehr als 400 Bauern aus der ganzen Welt zusammen, um sich für einen stärkeren rechtlichen Schutz einzusetzen.  Die Kongressteilnehmer verabschiedeten ein Manifest zu den Rechten von Kleinbauern, das die Presse als „Haller Erklärung“ betitelte. Beim High-Level Political Forum 2025 der Vereinten Nationen im Juli 2025 sprach sich Rudolf Bühler für die Umsetzung der Nachhaltigkeitsziele aus. Er betonte die Grundrechte der Bauern, die in der „Declaration of Global Peasants Rights“ niedergeschrieben wurden.

## Preise und Auszeichnungen
- 2005: Pro Tier Förderpreis für Artgerechte Nutztierhaltung von BUND, Deutscher Tierschutzbund, Bundesverband Verbraucherzentrale und Schweisfurth-Stiftung[33]
- 2017: Wirtschaftsmedaille des Landes Baden-Württemberg[34]
- 2021: Walter Scheel Medaille für Genusskultur und Lebensart[35]
- 2025: Verdienstorden des Landes Baden-Württemberg[36]

## Publikationen
- Öko for Future. Weiterentwicklung des Ökolandbaus zu einer klimafreundlichen Land- und Ernährungswirtschaft – wie kann das gelingen? In: Der kritische Agrarbericht. ABL Verlag, Hamm 2024, ISBN 978-3-930413-76-8.
- Agrarkultur und Bäuerliche Selbsthilfe, in: Landkreis Schwäbisch Hall. Ein Landkreis – Viele Erfolgsgeschichten. neomedia-Verlag in Zusammenarbeit mit dem Landratsamt Schwäbisch Hall, Lilienthal 2023, ISBN 978-3-931334-98-7.
- Mit Bernulf Schlauch: Die Tradition der Hohenloher Hausmetzger. Eigenverlag, ISBN 978-3-00-054021-9.

## Filme/Fernsehdokumentationen
- Markenartikel Schwein. Das Hohenloher Agrarwunder. Zeichen der Zeit. SWR Fernsehen, 8. Mai 2001[37]
- Zauber des Geschmacks – von alten Gewürzen und neuen Pfeffersäcken. Essgeschichten. SWR Fernsehen, 22. Dezember 2007[38]
- Es geht um die Wurst. ZDFinfokanal, 2008
- Leber, Herz und Niere: Die vergessenen Genüsse. Essgeschichten. SWR-Fernsehen, 1. Dezember 2010[39]
- Die schönsten Bauernhöfe: Der Sonnenhof, Wolpertshausen. Der Südwesten von oben. SWR Fernsehen, 30. Mai 2014[40]
- Unterwegs im Kochertal. Expedition in die Heimat. SWR Fernsehen, 29. August 2014[41]
- Wie regional sind unsere Lebensmittel? Planet e., ZDF, 16. Juli 2017[42]
- Hohenlohe – von wegen Provinz! Expedition in die Heimat, SWR-Fernsehen, 20. März 2018[43]
- Die Saat der Gier: Wie BAYER mit MONSANTO die Landwirtschaft verändern will. Lokalzeit. WDR Fernsehen, 2018[44]
- Tierwohl bis zum Ende. Neue Wege in der Fleischproduktion. Planet e. ZDF-Fernsehen, 27. Juni 2021[45]
- Meerrettich, Safran, Chili und Co. – Würziges und Scharfes aus der Region. Treffpunkt. SWR-Fernsehen, 14. November 2022: 15:56–20:37 Gewürzmanufaktur „Sonnenhof Herbs and Spices“, Ecoland, Hohenlohe[46]
- Heimische Arten neu entdeckt. natürlich!, SWR Fernsehen, 20. Juni 2023[47]